# Mahmoud Fayad
Mahmoud Fayad (17. december 1926 – 17. december 2002) var en egyptisk vægtløfter som deltog i de olympiske lege i 1948 i London.
Fayad blev olympisk mester i vægtløftning under Sommer-OL 1948 i London. Han vandt i den næst letteste vægklasse, fjervægt op til 60 kg. Det var totalt seks vægtklasser, en mere end under de fire foregående olympiske vægtløftingskonkurrence i Antwerpen, Paris, Los Angeles og Berlin. Vægtløftningskonkurrecen bestod af tre forskellige løft, pres, ryk og støt. Fayad løftet sammenlagt 332,5 kilo, femten kilogram mere end sølvmedaljevinderen Rodney Wilkes fra Trinidad og Tobago.

## OL-medaljer
- Storbritannien London –  Guld i vægtløftning, fjervægt.